# ククイ

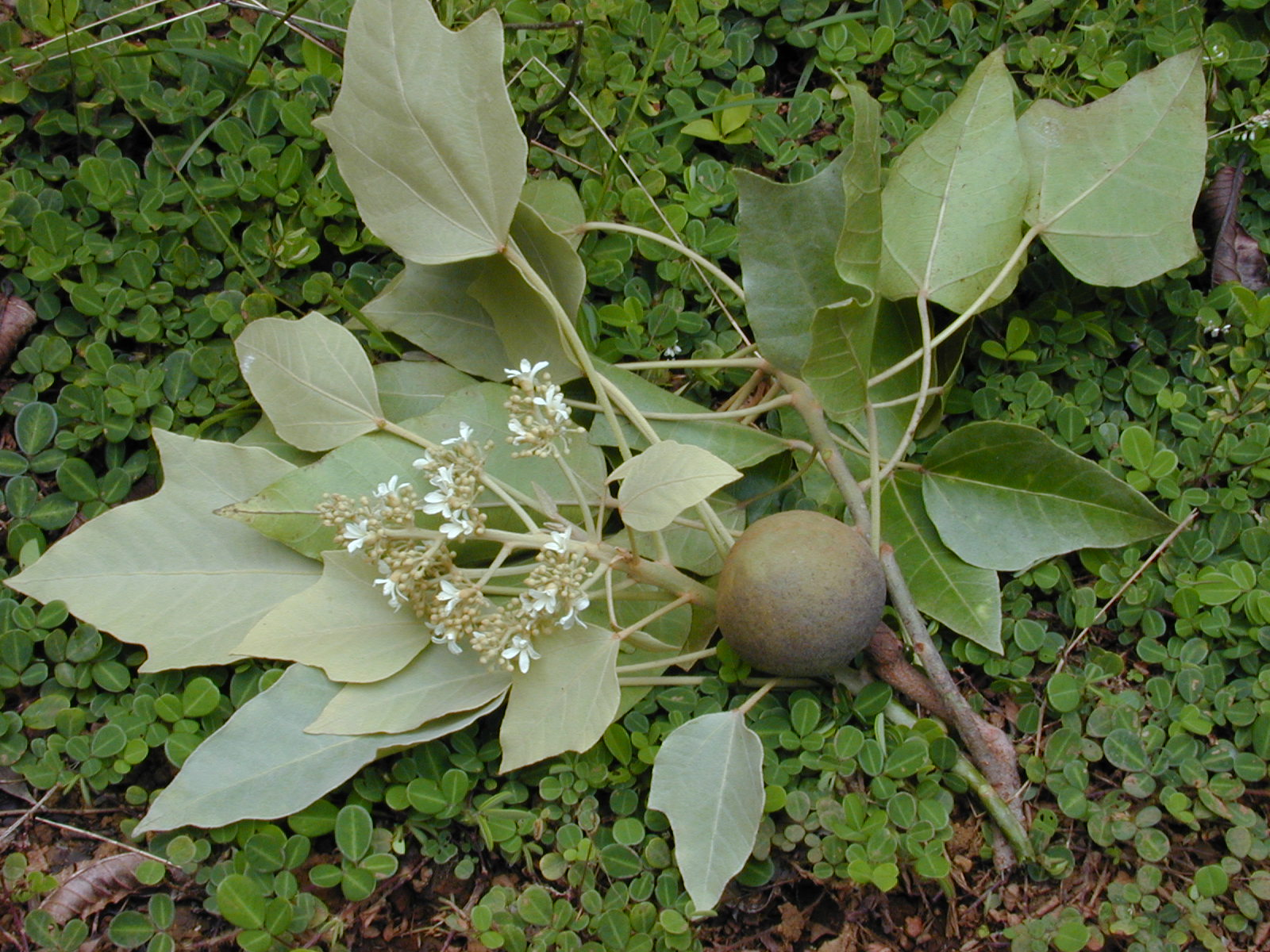
ククイの実

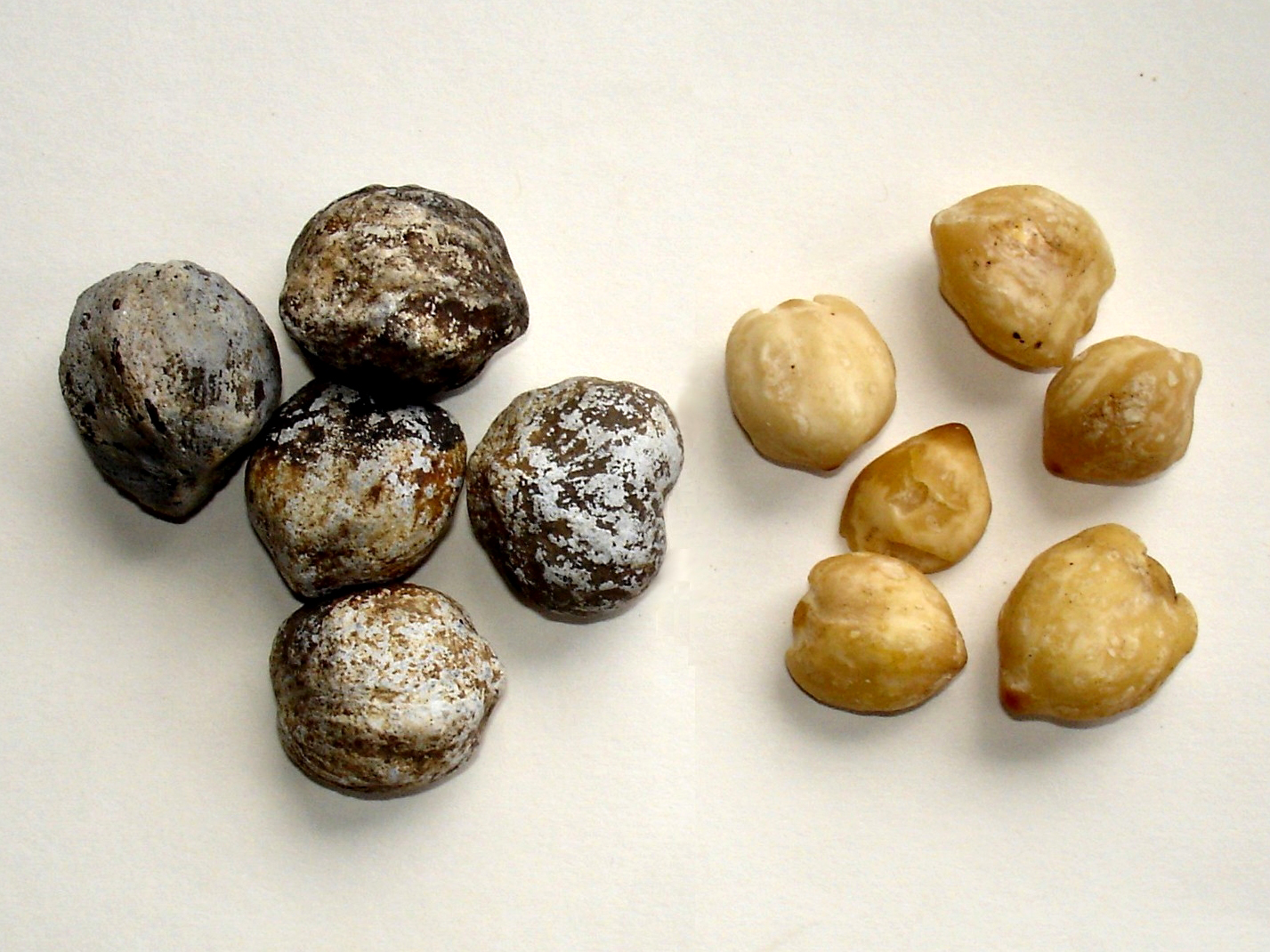
殻を剥く前と剥いた後の果実

ククイ（ハワイ語: kukui）あるいはククイノキは、トウダイグサ科の樹木である。学名 Aleurites moluccanus。キャンドルナット（英語: candlenut）、クミリ（インドネシア語: kemiri）、トゥイトゥイ（タヒチ語・トンガ語: tuitui）も呼ばれる。

## 分布
原産地は東南アジア。人間によって広まり、太平洋諸島を始め、熱帯地域に広く分布する。Rivers, Barstow & Mark (2017) によればインド（アッサム州）、インドネシア（カリマンタン島、ジャワ島、スラウェシ島）、カンボジア、スリランカ、タイ、台湾、中華人民共和国（広東省、広西チワン族自治区、海南省、河南省、湖北省、江蘇省、江西省、上海市、四川省、雲南省、浙江省、福建省、重慶市、安徽省）、パプアニューギニア、フィリピン、ベトナム、マレーシア（サバ州、サラワク州、マレー半島部）、ミャンマー（本土）、ウォリス・フツナ、オーストラリア（クイーンズランド州）、パプアニューギニアに自生し、バングラデシュ、クック諸島、クリスマス島、ニューカレドニア、ニュージーランド（ケルマデック諸島）、ピトケアン諸島、フィジー、仏領ポリネシア、ジンバブエ、スワジランド、マダガスカル、モザンビーク、ルワンダ、アメリカ合衆国（ハワイ諸島、フロリダ州）、キューバ、キュラソー島、ケイマン諸島、ドミニカ共和国、ハイチ、バハマ、プエルトリコ、ベリーズ、アルゼンチン、パラグアイにも移入されたものが見られる。

## 特徴
樹高10-20メートルの落葉樹。樹冠は不規則で白っぽい。
樹皮はざらつき、皮目がある。
葉は互生で螺旋状につき、卵形で深緑色である。
花は緑白色、雌雄同株、円錐花序が頂生し、小さい五弁花をつける。
果実は堅果で3-6個が集まり薄緑色から黄緑色、直径5センチメートルほどで丸い。種子は油に富み、50%以上が脂肪分である。

## 利用
種子を調味料としたり、そのまま食材としたりする。
ハワイでは、炒った種子に塩を加えてイナモナという調味料を作る。
油はニス、シャンプー、接着剤などさまざまな成品の原料となる。現在は儀礼用などに限られるが、脂肪分が多いためかつては灯火としても使われ、英語名キャンドルナッツの元となった。
樹皮からは赤色の染料が取れる。

## シンボル
1923年、モロカイ島の木に指定された。
1959年、ハワイ州の木に指定された。